# Paweł Młodzianowski
Paweł Młodzianowski herbu Dąbrowa – podsędek ziemski różański w 1556/1557 roku.
Poseł na sejm warszawski 1556/1557 roku z ziemi różańskiej.